# Le Donneur d'eau bénite
Le Donneur d’eau bénite est une nouvelle de Guy de Maupassant, parue en 1877.

## Historique
Le Donneur d’eau bénite est une nouvelle initialement publiée dans la revue La Mosaïque du 10 novembre 1877, sous le pseudonyme Guy de Valmont.

## Résumé
Un couple de fermiers, Pierre et Jeanne, a un fils (Jean) sur le tard. À l'âge de cinq ans, l'enfant est enlevé par des saltimbanques. Pendant quinze ans, Pierre et Jeanne parcourent les routes à la recherche de leur fils disparu. Contraints de se séparer de tous leurs biens et de vendre leur ferme, ils se retrouvent finalement dans la misère. On leur conseille d'aller à Paris afin de retrouver leur fils. Et dans une église, ils deviennent amis avec un donneur d'eau bénite. Pierre, le père, remplaçait parfois son nouvel ami. Un jour, Jeanne croit reconnaître en un jeune homme le visage de son mari lorsqu'il était jeune. C'est leur fils Jean ! Ce dernier leur présente sa nouvelle fiancée ainsi qu'une vieille dame qui l'a acheté des saltimbanques et qu'elle a élevé.

## Éditions françaises
- Le Donneur d'eau bénite, dans Misti, recueil de vingt nouvelles de Maupassant, Éditions Albin Michel, Le Livre de poche no 2156, 1967.
- Le Donneur d’eau bénite, dans Maupassant, contes et nouvelles, texte établi et annoté par Louis Forestier, Bibliothèque de la Pléiade, éditions Gallimard, 1974  (ISBN 978-2-07-010805-3).
- Le Donneur d'eau bénite, dans Un fils et autres contes, collection Libretti, Livre de poche no 31471, paru en août 2009